# Fil metàl·lic
|  | No s'ha de confondre amb Filferro o Fil de coure. |

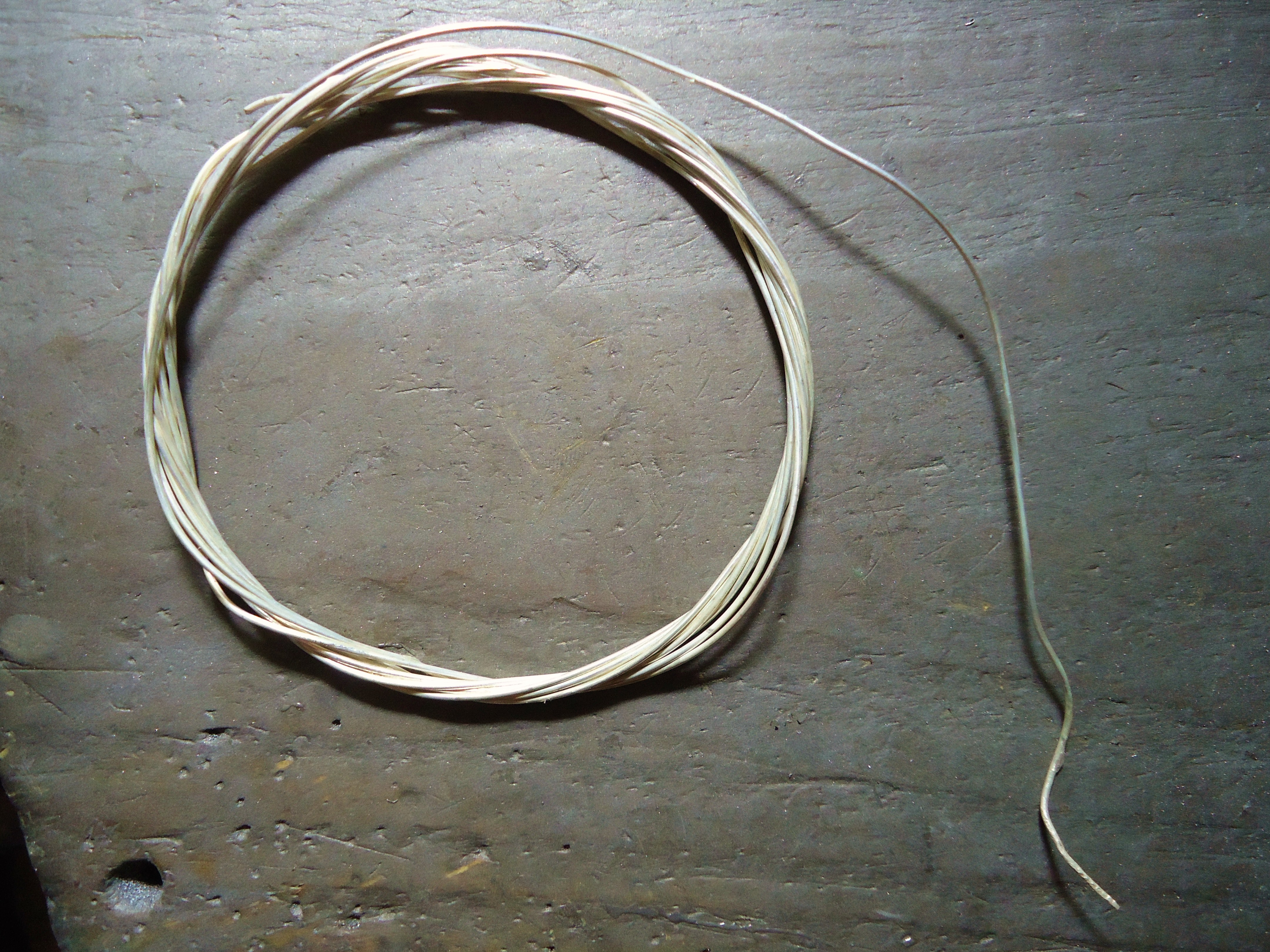
Rotllo de fil de plata

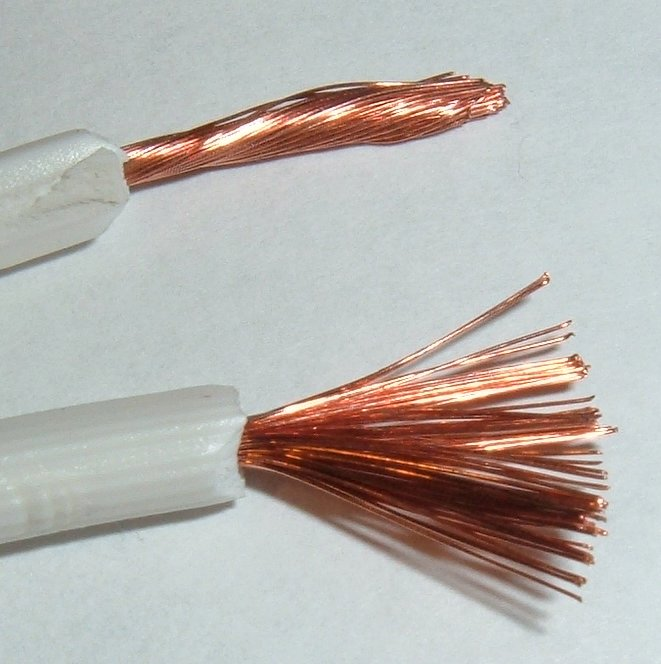
Fil d'aram. Cable elèctric

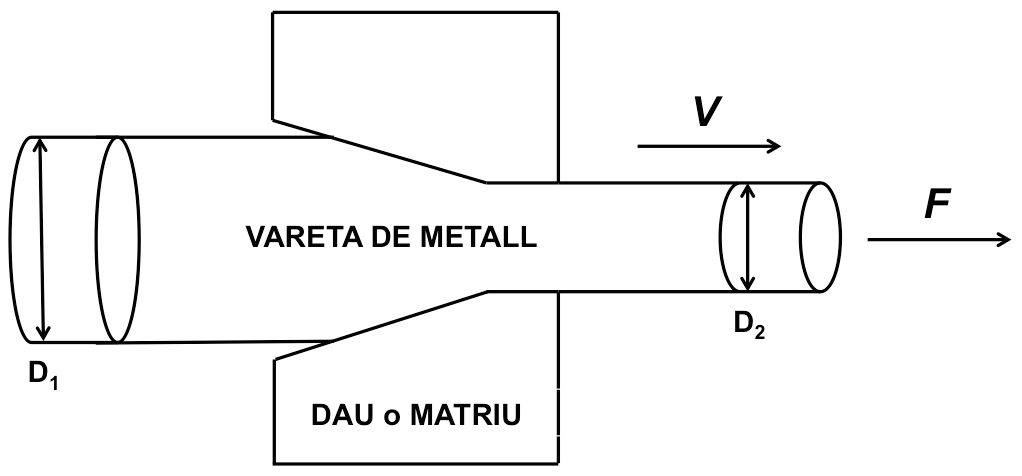
Procés de producció

El fil metàl·lic és un fil constituït per algun material metàl·lic, ja sigui ferro, coure, estany o d'altres. Pot presentar-se al mercat en bobines o enrotllat en forma de rotlle-donut i té diverses utilitats. En electrotècnia, el fil de coure, revestit d'una capa de plàstic, s'empra com a conductor d'aquesta energia en instal·lacions elèctriques. En joieria, s'utilitza el fil d'or o d'argent, per fer soldadures entre peces d'aquests materials. En informàtica i electrònica, s'utilitza el fil d'estany, per soldar components a una placa de circuits integrats.
En l'antiguitat, la joieria sovint conté, en forma de cadenes i decoració aplicada, grans quantitats de fils metàl·lics fets amb precisió. En alguns casos, les tires tallades de xapa metàl·lica es convertien en fil estirant-les a través de perforacions en matrius de pedra, i les tires es doblegaven sobre elles mateixes per formar tubs prims. Aquesta tècnica va ser utilitzada a Egipte durant la II Dinastia. Des de mitjans del II mil·lenni aC, la majoria dels fils d'or de la joieria es caracteritzen per línies de costura que segueixen una espiral formant un cable. Aquestes tires retorçades es podien convertir en fils rodons sòlids fent-los rodar entre superfícies planes o el mètode de trefilatge de tires. El mètode de fabricació de fils trenats va ser substituït per l'extrusió.

## Història

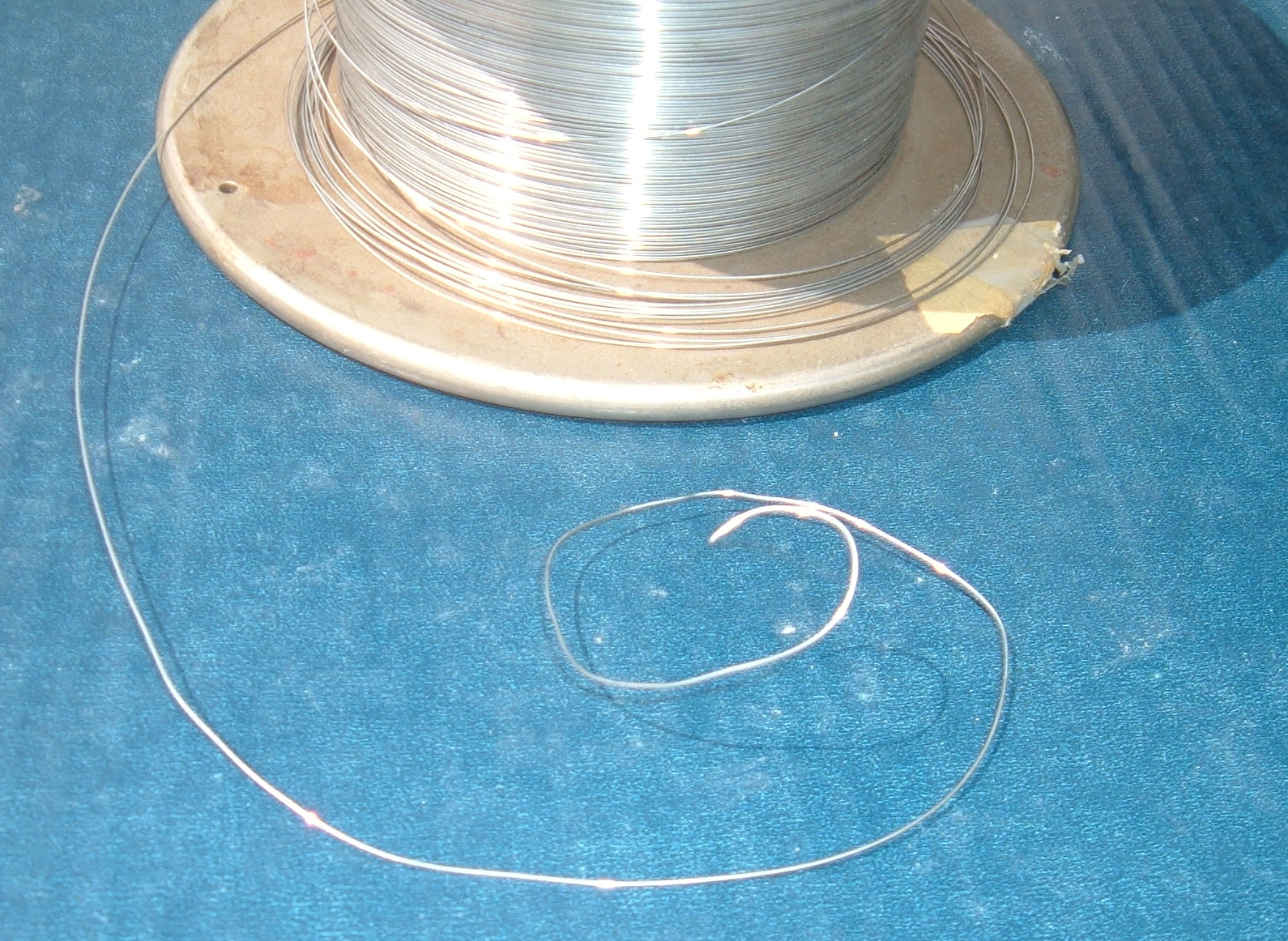
Rotlle de filferro.

El filferro es fa servir des de molts segles abans de la nostra era. A l'antiguitat, les joies sovint contenen grans quantitats de filferro en forma de cadenes i decoració aplicada que està feta amb precisió i que ha d'haver estat produïda per algun mitjà eficient, si no tècnicament avançat. En alguns casos, les tires tallades de làmines de metall es convertien en filferro passant-les a través de perforacions en comptes de pedra. Això fa que les tires es dobleguin sobre si mateixes per formar tubs prims. El procediment de fabricació més antic consistia a batre làmines de metall fins a donar-los el gruix requerit, i tallar-les després a tires estretes que s'arrodonien a cops de martell per convertir-les en filferro. Aquest procediment es va aplicar fins a intervinguts del segle xiv. No obstant això, en excavacions arqueològiques s'han trobat filferros de llautó de fa més de 2.000 anys que en ser examinats van presentar indicis que la seva fabricació podria atribuir-se al procediment de la filera. Filera és una planxa de metall, que posseeix diversos forats de diferents diàmetres. Al metall que es vol convertir en filferro se li dona primer la forma d'una barra, i després s'aprima i es treu punta a un dels extrems de la barra per passar-la successivament pels diferents forats de la filera, de més gran a més petita, fins que la barra de metall quedi convertida en filferro del gruix desitjat.
Els filferros quadrats i hexagonals possiblement es van fabricar utilitzant una tècnica d'estampat. En aquest mètode, es copejava una barra de metall entre blocs de metall acanalats, o entre un punxó i una enclusa de metall acanalat. L'estampat és de gran antiguitat, possiblement data de principis del segon mil·lenni aC a Egipte i a l'Edat del Bronze i la del Ferro a Europa per a torques i peronès. Els filferros torts de secció quadrada són una decoració de filigrana molt comuna en les primeres joies de la civilització etrusca.
Aproximadament a mitjans del segon mil·lenni aC, es va introduir una nova categoria de tub decoratiu que imitava una línia de grànuls. El veritable filferro vorejat, produït distorsionant mecànicament un filferro de secció rodona, va aparèixer a la Mediterrània oriental i Itàlia al segle vii, potser difós pels fenicis. El filferro amb comptes va continuar utilitzant-se en joieria fins als temps moderns, encara que en gran manera va caure en desgràcia al voltant del segle x EC quan dos filferros rodons trefilats, retorçats per formar el que s'anomena "cordes", van proporcionar una alternativa més senzilla de fer. Un precursor del filferro amb comptes poden ser les tires i filferros amb osques que es van produir per primera vegada al voltant del 2000 aC a Anatòlia.

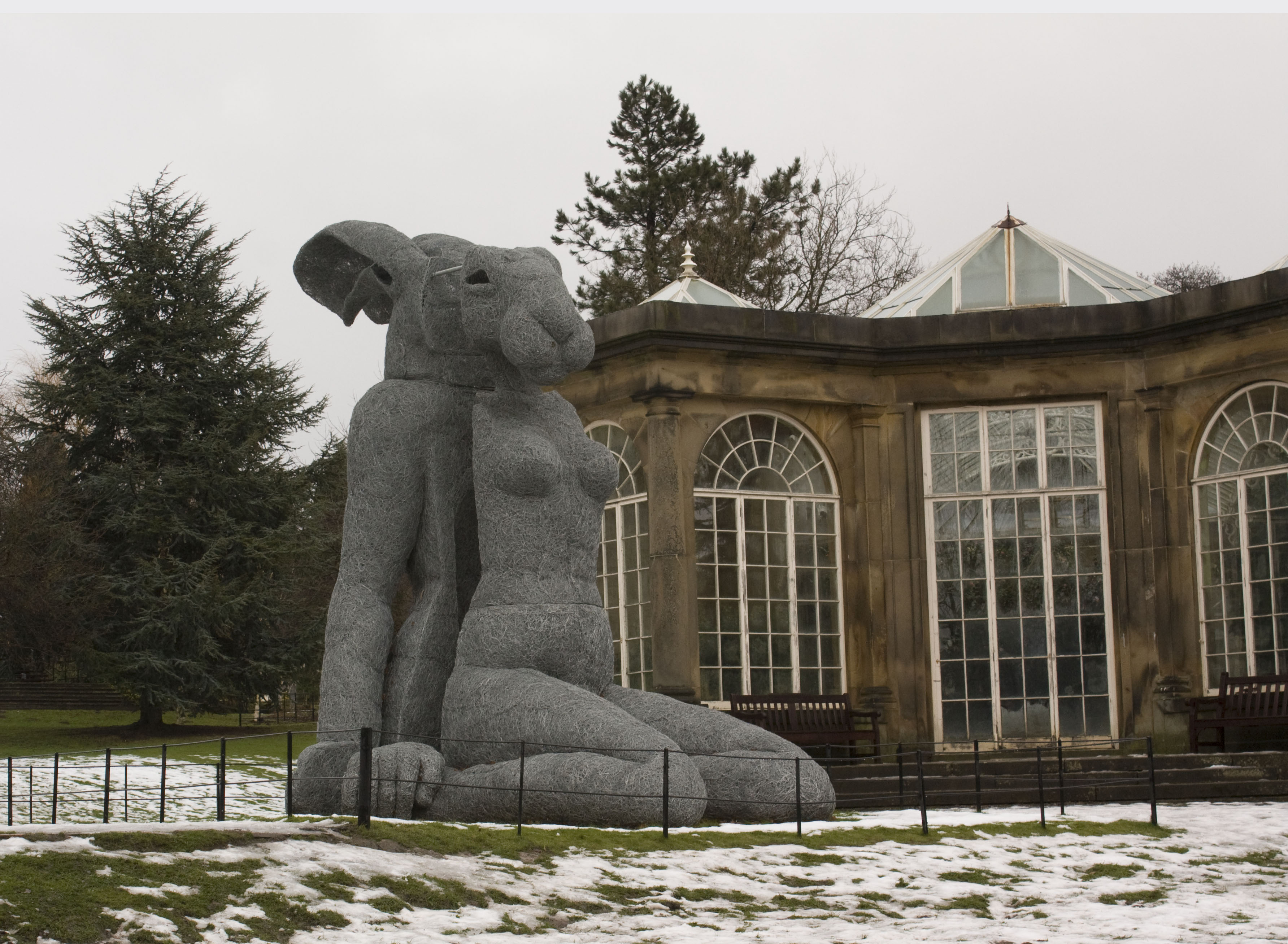
Escultura de filferro galvanitzat de Sophie Ryder, Sitting, al Yorkshire Sculpture Park

A Anglaterra es van començar a produir filferros amb l'ajuda de maquinàries a mitjan segle xix. El filferro es va utilitzar per fer targetes de llana i agulles, béns manufacturats la importació dels quals va ser prohibida per Eduard IV en 1463. En aquesta mena de màquines, molt perfeccionades posteriorment, basades en el principi de la filera, totes les operacions són mecàniques i substitueixen amb admirable rapidesa i rendiment l'antic treball manual.
D'acord amb una descripció de principis del segle xx, "el filferro generalment s'estira de forma cilíndrica, però es pot fer de qualsevol secció desitjada variant el contorn dels orificis a la placa de tracció a través de la qual es passa al procés de fabricació. La placa de dibuix o troquel és una peça de ferro fos dur o acer dur, o per a treballs fins pot ser un diamant o un robí. L'objecte d'utilitzar pedres precioses és permetre que els daus s'utilitzin durant un període considerable sense perdre la seva mida, i així produir filferro de diàmetre incorrecte. Els daus de diamant s'han de tornar a perforar quan hagin perdut el diàmetre original de l'orifici, però els encunys de metall es tornen a reduir a la mida amartellant l'orifici i després desplaçant-lo al diàmetre correcte amb un punxó".

## Característiques, usos i tractaments

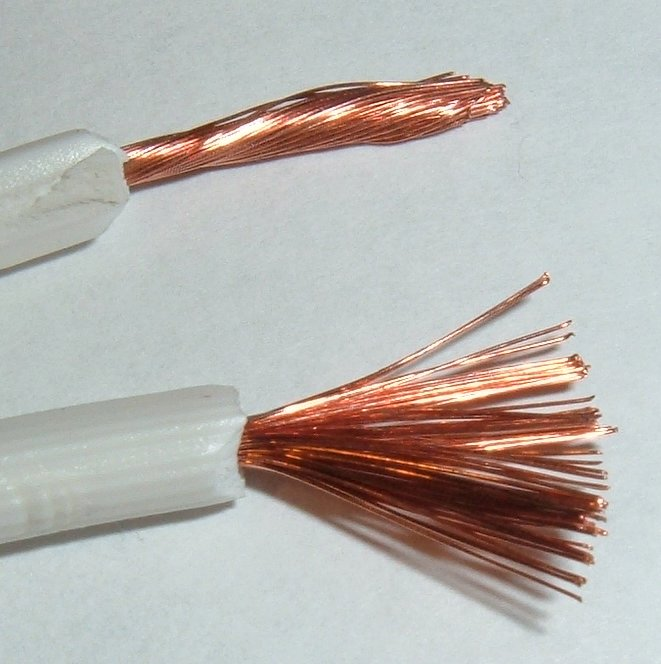
Filferro de coure. Cable elèctric.

Hi ha molts tipus i qualitats de filferro d'acord amb les aplicacions que tinguin. Així mateix, el diàmetre del filferro és molt variable i no hi ha un límit exacte quan un fil passa a denominar-se vareta o barra en comptes de filferro. La principal característica del filferro és que permet enrotllar-se en rotllos o bobines de diferents longituds que en faciliten la manipulació i el transport.
El filferro de coure s'utilitza bàsicament per fabricar cable elèctric cables elèctrics, així que el filferro més usat industrialment és el que es fa d'acer i d'acer inoxidable.
El filferro normal d'acer sol tenir un tractament superficial de galvanitzat per protegir-la de l'oxidació i corrosió i també hi ha filferro endurit amb procés de temperat.
No tots els metalls i aliatges metàl·lics tenen les propietats físiques necessàries per fabricar un filferro útil. Els metalls han de ser en primer lloc dúctils i resistents a la tensió, qualitat de la qual depèn principalment la utilitat del filferro. Els principals metalls adequats per al filferro, que tenen gairebé la mateixa ductilitat, són el platí, la plata, el ferro, el coure, l'alumini i l'or; i és només d'aquests i d'algunes dels seus aliatges amb altres metalls, principalment llautó i bronze, que es prepara el filferro.
Mitjançant un tractament acurat, es pot produir un filferro extremadament prim. No obstant això, el filferro per a fins especials està fet d'altres metalls (per exemple, filferro de tungstè per a la bombeta i filaments de tub de buit, a causa de la seva alta temperatura de fusió) . Els filferros de coure també es recobreixen amb altres metalls, com estany, níquel i plata per suportar diferents temperatures, proporcionar lubricació i facilitar l'extracció de l'aïllament de cautxú del coure.
Els filferros metàl·lics s'utilitzen sovint per a les "cordes" que produeixen el so de to més baix en els instruments de corda, com el violí, el violoncel i la guitarra ], i instruments de percussió. instruments de corda com pianos, dulcimers, dobros, i cembals. Per augmentar la massa per unitat de longitud (i, per tant, reduir encara més el to del so), el cable principal de vegades es pot embolicar helicoïdalment o amb un altre fil de cable més fi. Es diu que aquestes cordes musicals estan "sobregirades"; el cable agregat pot ser de secció transversal circular (bobinat rodó) o aplanat abans d'enrotllar-se (bobinat pla).
Exemples inclouen:
- El "cable de connexió" és un cable aïllat de calibre petit a mitjà, sòlid o trenat, utilitzat per fer connexions internes dins de dispositius elèctrics o electrònics. Sovint està estanyat per millorar la soldabilitat.
- Unió de cables és l'aplicació de cables microscòpics per fer connexions elèctriques dins de components semiconductors i circuits integrats.
- El filferro magnètic és un filferro sòlid, generalment filferro i cable de coure, que, per permetre un enrotllat més tancat quan es fabriquen bobines electromagnètiques, s'aïlla només amb vernís, en lloc del plàstic més gruixut o altre aïllament comunament utilitzat en cables elèctrics. S'utilitza per al debanat de motors, transformadors, inductors, generadors, bobines de altaveus, etc. (Per obtenir més informació sobre filferro magnètic de coure, consulteu: Filferro magnètic)
- Cable coaxial és un cable que consisteix en un conductor intern, envoltat per una capa aïllant tubular típicament feta d'un material flexible amb una alta constant dielèctrica, tot el qual després està envoltat per una altra capa conductora ( típicament de filferro teixit fi per a més flexibilitat, o duna làmina metàl·lica prima), i després finalment es cobreix de nou amb una fina capa aïllant a l'exterior. El terme coaxial prové del conductor intern i el blindatge extern que comparteixen el mateix eix geomètric. Els cables coaxials s'utilitzen sovint com a línia de transmissió per a senyals de radiofreqüència. En un cable coaxial ideal hipotètic, el camp electromagnètic que transporta el senyal només existeix a l'espai entre els conductors interior i exterior. Els cables pràctics aconsegueixen aquest objectiu en gran manera. Un cable coaxial brinda protecció addicional als senyals contra la interferència electromagnètica externa i guia eficaçment els senyals amb baixa emissió al llarg del cable, cosa que alhora afecta la calor tèrmica dins de la conductivitat del cable.
- El "cable d'altaveu" s'utilitza per fer una connexió elèctrica de baixa resistència entre els altaveus i els amplificadors d'àudio. Alguns cables d'altaveus moderns de gamma alta consisteixen en múltiples conductors elèctrics aïllats individualment amb plàstic, similar al cable Litz.
- Cable de resistència és un cable amb una resistivitat més alta del normal, sovint s'usa per a resistències d'escalfadores o per fabricar resistència s amb filferro enrotllat. El filferro de nicrom és el tipus més comú.

## Com a fil de coure esmaltat
En el filferro de fil de coure esmaltat, el coure és trefilat en fred i té una puresa del 99% (coure electrolític, norma UNE 20 003) i l'esmalt és resinós (poliuretà modificat amb polièster, poliuretà, poliesteramida-theic, poliesteremida-theic Amida-Imida) el que li dona a l'aïllament elèctric possibilitats de millorar algunes característiques (normes UNE EN 60317-20,-8,-13,-35,-38).

### Cobertures
Hi ha diversos tipus de cobertures per a filferro, algunes donen resistència a altes temperatures (fins a 200°C, índex de temperatura a 20.000 hores CEI-IEC-172), altres donen alta flexibilitat, sense fer fallida en curvatures amb diàmetres petits, altres són dotades de cues de poliamida termoadherent, que en escalfar-se uneixen un filferro a un altre sense perdre l'aïllament i formen un paquet rígid, encara que els bobinats quedin exposats a la vista (ioke o jou de tub de TV, bobines deflectores de TV). Existeixen també cobertures d'esmalt resistents a l'hexafluorocarboni (freó), que és usat freqüentment com a gas circulant en compressors de refrigeradors, neveres, frigorífics, gelateres, condicionadors d'aire i com a dissolvent i netejador industrial.

Recentment i per suplir amb èxit el rubre electricitat lleugera, embarcada especialment per a ús aeronaval, es van desenvolupar els fils d'alumini esmaltats, amb pèrdues elèctriques majors però que baixen el pes a la meitat per a la mateixa potència requerida .

## Producció

Concepte de trefilat de filferro.

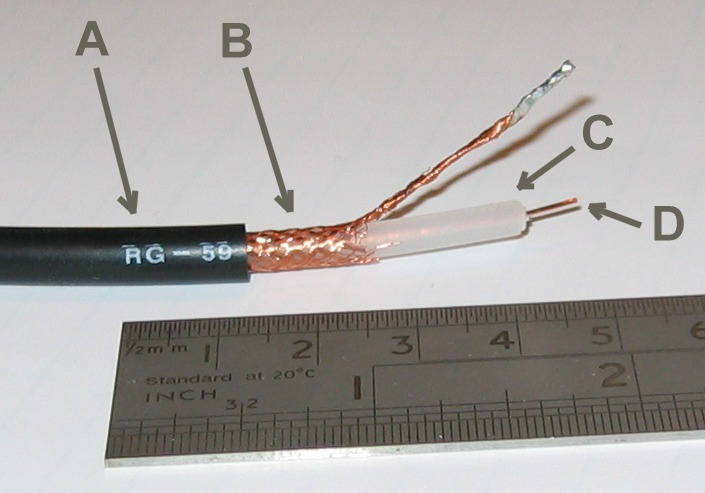
Cable coaxial, un exemple de filferro revestit i aïllat.

Sovint, el filferro es produeix mitjançant reducció fins a assolir el diàmetre i les propietats desitjats mitjançant trefilat repetit a través de matrius cada cop més petites o, tradicionalment, d'orificis en plaques de trefilat. Després de diverses passades, el filferro pot ser recuit per facilitar-ne el trefilat o, si es tracta d'un producte acabat, per maximitzar-ne la ductilitat i la conductivitat.
Els cables elèctrics solen recobrir-se amb materials aïllants, com plàstic, polímers similars al cautxú o vernís. Avui dia, l'aïllament i el revestiment dels fils i cables es fa passant-los per una extrusora. Antigament, els materials utilitzats per a l'aïllament incloïen tela o paper tractats i diversos productes derivats del petroli. Des de mitjans dels anys 60 del segle xx, predominen el plàstic i els polímers amb propietats similars al cautxú.
Es poden embolicar concèntricament dos o més filferros, separats per aïllament, per formar un cable coaxial. El filferro o cable es pot protegir addicionalment amb substàncies com parafina, algun tipus de conservant, betum, plom, beina d'alumini o cinta d'acer. Les màquines per enrotllar o cobrir enrotllen el material en un filferro que passa ràpidament. Algunes de les màquines de recobriment de cotó més petites tenen un tambor gran que atrapa el filferro i el mou a través d'engranatges; el filferro passa pel centre dels discos col·locats sobre el llit llarg, cada disc porta un cert nombre de bobines, que varien de sis a dotze o més, en diferents màquines. El material de recobriment s'enrotlla a cada bobina i l'extrem es condueix al filferro, que ocupa una posició central en relació amb les bobines; quan aquests últims giren amb els seus discos a una velocitat adequada, el cotó es col·loca sobre el filferro, enrotllat en espiral per superposar-se. Si calen molts fils, els discos es multipliquen, de manera que es poden transportar fins a seixanta rodets, i es col·loca un segon joc de cables sobre el primer.
Per a cables més pesats utilitzats per a electricitat, així com per a cables submarins, les màquines tenen una construcció lleugerament diferent. El filferro encara es transporta a través d'un eix buit, però els rodets o bobines de material de cobertura es col·loquen amb les clavegueres en angle recte amb l'eix del filferro i es troben en una gàbia circular que gira sobre rodets a sota. Diferents fils provinents del rodet a diferents parts de la circumferència de la gàbia condueixen al disc al final de l'eix buit. Aquest disc té unes perforacions per on passa cadascun dels fils, des d'allà s'enrotlla immediatament sobre el cable, que en aquest punt llisca pel rodament. S'utilitzen engranatges dentats que tenen certes proporcions donades per fer que el tambor de bobinatge del cable i la gàbia del rodet girin a velocitats relatives corresponents que no varien. Les gàbies es multipliquen per enrotllar amb moltes tires o fils, de manera que la màquina pot tenir sis rodets en una gàbia i dotze a l'altra.